# Venanci Vallmitjana i Barbany
Venanci Vallmitjana i Barbany (Barcelona, 1826-1919) foi um escultor realista catalão que juntamente com o seu irmão Agapit Vallmitjana i Barbany supuseram um grande paradigma dentro da escultura catalã de meados do século XIX. Na sua obra é visível a orientação para o realismo e a inclusão de algum elemento romântico sem perder de vista os fundamentos de uma formação clássica.

## Biografia

### Os irmãos Vallmitjana
Filhos de um tecelão (Felip Vallmitjana) iniciam-se na arte da escultura modelando figurinhas de pessegueiro e fabricando caretas pelo Carnaval.
Os primeiros a ver o talento e a extraordinária habilidade que tinham para modelar foram a escultora Paz Xacó e o religioso e pintor Sebastià Gallès e Pujal, vizinhos da família. Foram eles quem aconselharam aos irmãos que se matriculassem na Escola de Llotja de Barcelona no ano 1844, depois que o pai de ambos lhes mostrou as figurinhas que os seus filhos faziam às noites. Sabemos que no ano 1850 passaram já à classe de escultura ao natural para ter ganhado as quatro menções honoríficas que faziam falta para fazer este passo.
Dentro da Escola de Llotja foram tutelados e dirigidos por um já grande Damià Campeny, do qual aprenderam muito sobre a escultura neoclássica. Uma vez fora, porém, não seguiram as pautas do mestre, ainda que sempre lhe tenham agradecido muito os seus ensinos tal como o seu biógrafo Manuel Rodríguez Codolá indica no seu livro. A morte de Damià Campeny supõe um rompimento definitivo com os cânones neoclássicos que tinham chegado da mão de Winckelmann; deixam-se de lado os temas mitológicos e dá-se passo à escultura mais naturalista e não tão idealizada.
Juntamente com o seu irmão Agapit Vallmitjana, abriram uma oficina em Barcelona em 1850 situada no canto entre a rua Mercaders e a Fonte de São João, e colaboraram na realização de obras escultóricas de origem pública, e ademais foram nomeados cavaleiros da ordem americana de Isabel II. À sua oficina foram jovens escultores; os primeiros discípulos de renome que trabalharam na oficina são Jeroni Miquel Suñol e Colina e Rossend Nobas e Ballbé. Mais adiante encontraremos escultores como Joan Flotats e Llucià, Rafael Atché e o mais direto de todos os seus discípulos, que será Agapit Vallmitjana e Abarca, filho de Venanci. Já em época modernista faz falta destacar alguns escultores que trabalharam sob a sua orientação, como Eusebi Arnau, Agustí Querol e Josep Llimona.
A oficina esteve aberta até 1883.

### Maturidade em solitário
Depois de uma carreira muito produtiva com o seu irmão, Venanci é nomeado membro da Academia de San Fernando o 1877 e dois anos mais tarde professor da Escola de Llotja de Barcelona. O 1883 decide juntamente com o seu filho abrir uma nova oficina, separando assim definitivamente a sua produção da do seu irmão, apesar de que a situa ao lado donde até aquele momento tinham trabalhado os dois irmãos. Mais tarde, a começos do século XX transladou-o à Rua Aragó, 290, e posteriormente à Rambla de Catalunha.
Com respeito à sua obra, o palco ideal no qual se deu a conhecer em escala estatal foram as Exposiciones Nacionales de Bellas Artes de Madri. Há constância que embora houvesse peças dos dois irmãos em algumas exposições, o primeiro a apresentar obra foi ele no ano 1858, e já aqui conseguiu uma menção honorífica de segunda classe. Também expõe no certame de 1862 onde é premiado com uma medalha de segunda classe pela obra A Tragédia que tinha de fazer parte do monumento a Calderón de la Barca. Mais adiante participou na Exposição de 1864, apresentando cinco obras, e também na de 1876.
De outra banda apresentou-se também em 1856 ao concurso-oposição celebrado em Madri para conseguir a cátedra de escultura da Escola de Llotja que restava vacante desde a morte de Demià Campeny. O 1860 compete com Andreu Aleu para realizar a figura de São Jorge destinada à fornícula da fachada do Palácio da Generalitat de Barcelona e o 1873 vai a Paris para apresentar a escultura Le Figaro no concurso aberto pelo jornal deste nome com a finalidade de conseguir uma estátua para ornar a fachada do seu edifício, recebeu o segundo prémio. Finalmente o 1883 ficou finalista no concurso de modelos da estátua de Cristòfol Pombo que tinha de coroar o monumento erigido em Barcelona.

## Obras

### Primeiras obras conjuntas

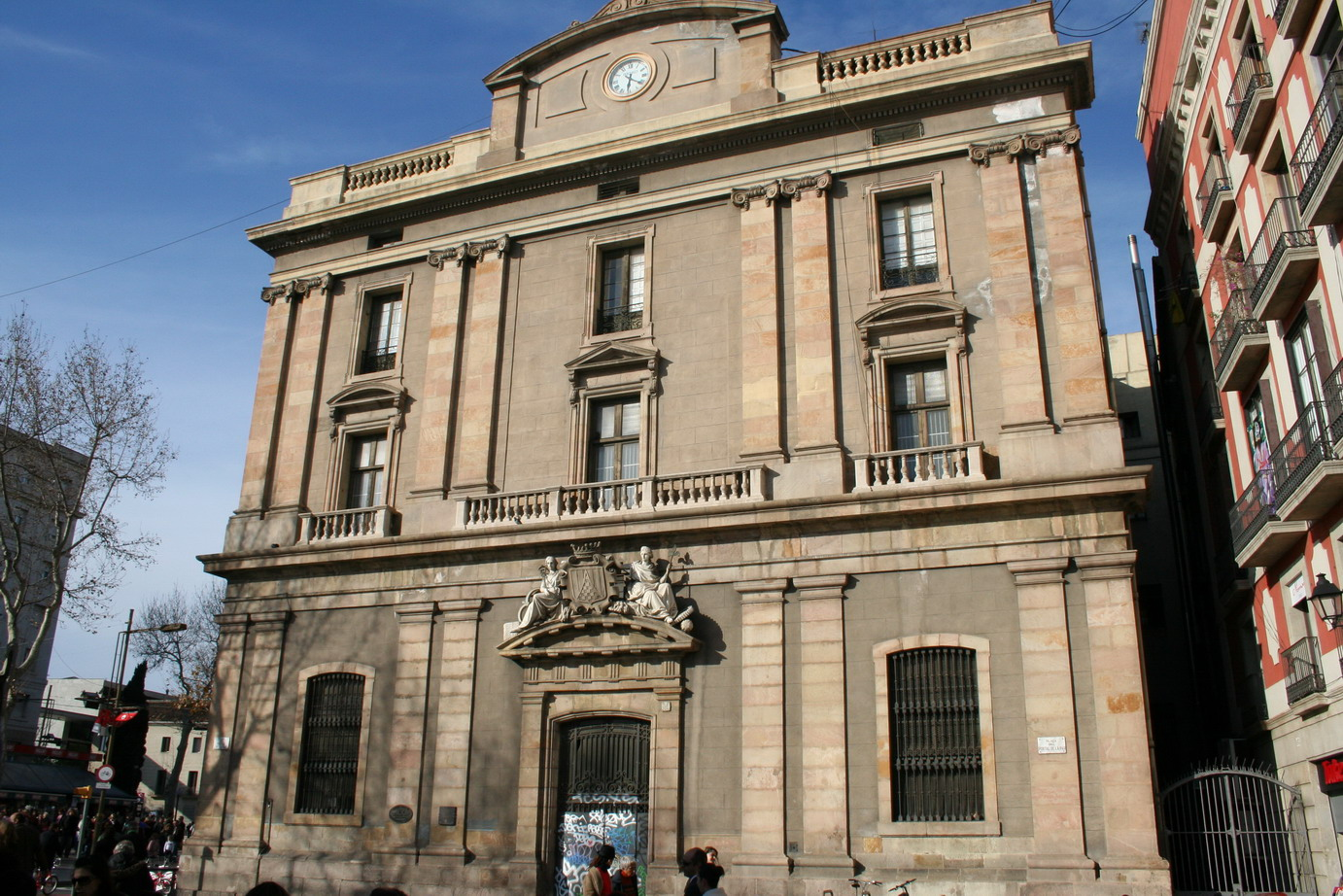
Fachada Banco de Barcelona com o comércio e a indústria

Os irmãos Vallmitjana receberam muitos dos seus encargos em conjunto, e em muitos trabalhos foi difícil distinguir a autoria das obras. Um dos primeiros encargos no ano 1853-1854, foram as estátuas dos Evangelistes e o grupo da Fé, para a igreja de São Justo de Barcelona. O encargo decisivo mas que serviu para engrandecer os escultores e impulsionar a sua carreira foi a escultura monumental das al·legories do Comércio e a Indústria, trazidas a termo por decorar a fachada do Banco de Barcelona. O arquiteto encarregado das obras Josep Oriol Maestras, fez questão da contratação do Vallmitjana em vez de procurar escultores estrangeiros, já que ele achava que o podiam fazer inclusive melhor e era uma maneira de dar o reconhecimento que se merecia o escultura autòctona. Pela realização desta obra e graças à ajuda do banqueiro Manuel Girona conseguiram a permissão para transladar a sua oficina à capella de Santa Àgata o 1858 onde estiveram até o 1867.

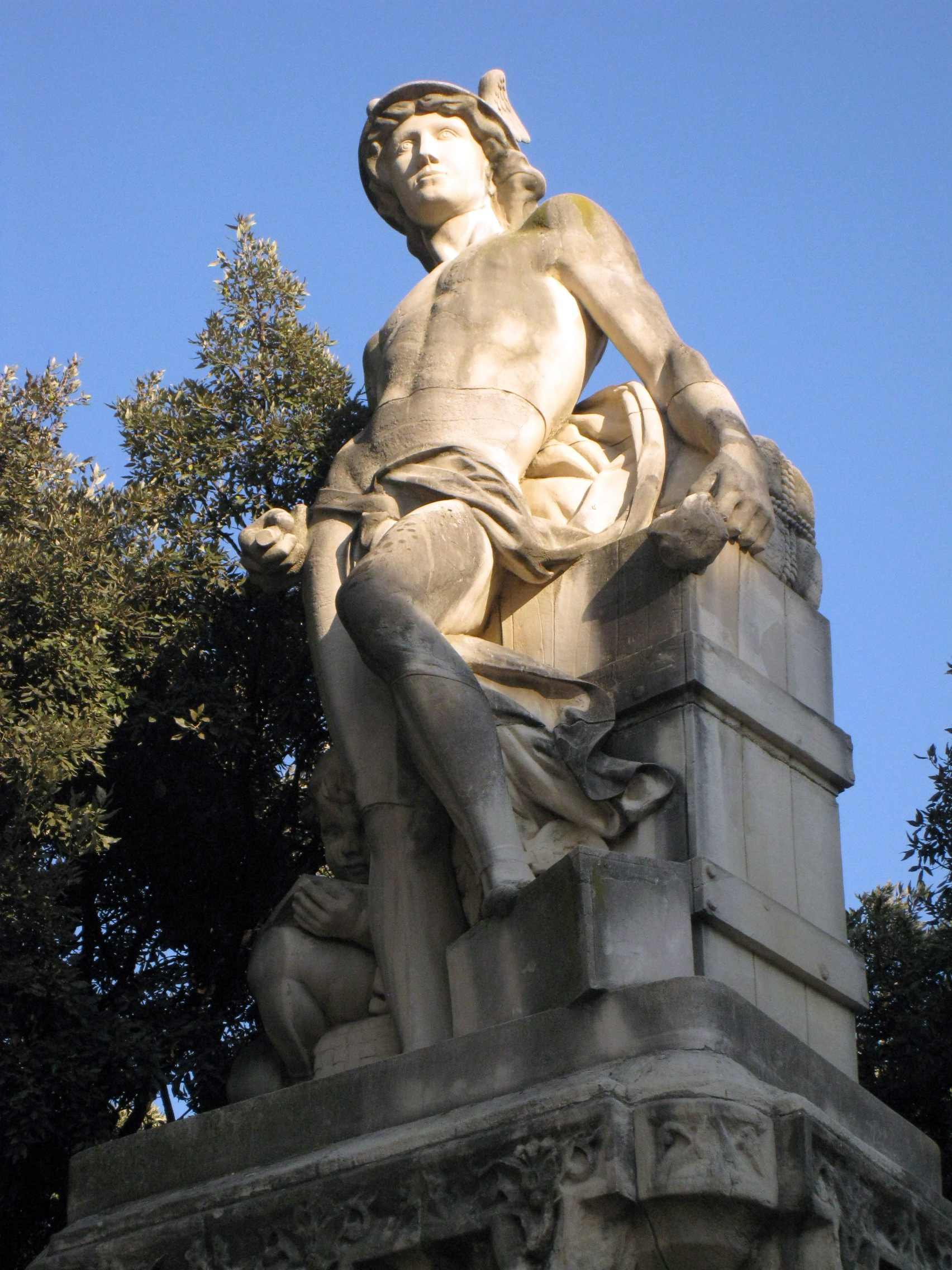
Al·legoría ao comércio

Outro dos projetos importantes que levam a termo juntos foram as cinco estátuas das fornícules do vestíbul da Universidade de Barcelona, no ano 1865. As figuras que os vão encarregar foram as de Averrois, Ramon Llull, Santo Isidor de Sevilla, Luís Vivas e Alfonso X; Venanci vai realizou as três primeiras. Durante a sua realização transladaram-se à Universidade onde estabeleceram uma zona de trabalho, uma pequena oficina. É conhecido que para a cada uma delas cobraram três mil escudos e que todo e estar acabadas o 1871 não se colocaram até 1876.

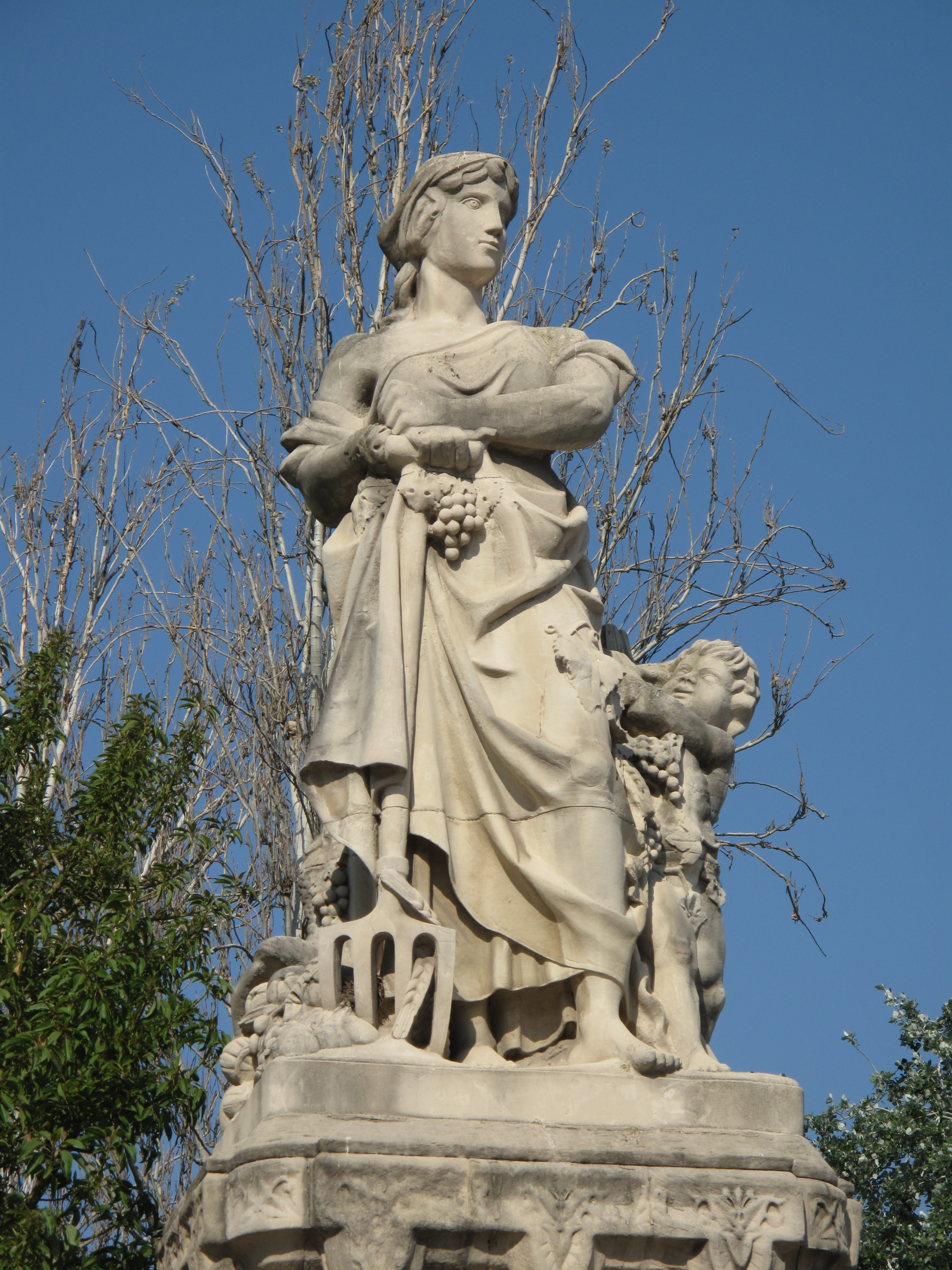
A agricultura

Posterior a este encargo participaram num projeto oficial juntos, ao Parque da Ciutadella onde fazem várias contribuições: o Nascimento de Vénus à cascada do parque e a decoração de trazê-las de antemão ao recinto. Com respeito a intervenção à cascada data-se entre 1874-1882; era uma projeção de Josep Fontserè e cópia do Château de eau do Palácio Longchamp de Marsella, apesar que não chegam a ser da mesma qualidade e ficam como uma simples cópia sem muita atração. Faz falta mencionar ademais que a realização final da peça não é senão que a executa seguindo o projeto deles o escultor Eduard Batista Alentorn. A segunda intervenção são quatro al·legories do ano 1883, a Indústria e o Comércio realizadas por Venanci e a Agricultura e a Marinha de Agapit. Neste caso são melhores em técnica e execução o casal realizado por Venanci, por isto o 1888 foram premiadas com a Medalha de ouro à exposição Universal. Vemos também a incursão dos artistas no Palácio de Justiça projeção de Josep Domènech e Estapà com colaboração de Enric Sagnier onde participam na decoração escultórica do edifício.
De entre as obras que realizaram enquanto trabalhavam juntos é muito difícil determinar a autoria de um ou o outro ao 100% na cada peça, é por isso que se opta para considerar estas obras conjuntas:
- Âmbito religioso: Verge da Graça, Santo Jaume, Santo Francesc e Figuras de Pessebre(1850), Verge e Menino, Transit de Santo Francesc de Assís, Santa Isabel amparando a um pobre, Crucifixo e Verge Dolorosa (1861), Santo Llorenç e Santa Eulàlia (1864); Quatro imagens pela igreja de Bonanova: A verge de Lourdes(1877), Crucifix(1878); Pela capela de Santa Llúcia de Martorell: uma Immaculada, Santo Lluís Gonzaga e Santo Ignasi de Loiola.
- Com respeito aos monumentos funeraris destacamos: Panteó de Josep Serra, Resurrecció, Julgamento Final e Comércio (1861);
- Obras de género: A Caridade (1880), Tirolesos (1881).
- Retratos: Figuras equestres de Delgado, O'Donnell e Echagüe (1860), Alfons XII (Prefeitura de Barcelona, 1875), Marquès de Campo (1878).
- Escultura aplicada à arquitetura: Estátuas do Comércio e a Indústria (Banco de Barcelona, 1862), trabalhos à Universidade de Barcelona (1865) e San Francisco o Grande (Madri, 1865).
- Realizou uma coleção de animais juntamente com o seu irmão Agapit: Chefe de cavalo, Tigre, Leão, Elefante, Leão devorando um coelho, Casal de camelos (1880), que nos permitem ver a técnica de ambos os escultores.

### Etapa em solitário

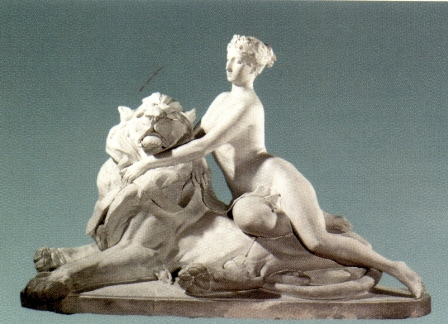
A beleza dominante a bastante, 1881

Na produção de obras de Venanci pode-se apreciar a variedade de temáticas que trabalhou e o interesse a dar a conhecer o seu trabalho por todos os lados mediante a participação em concursos várioss. À sua época se lhe comparou a Monteverde pela beleza das suas obras, a Dubois pela grandiosidade que os dava, e a Barie pela energia que tinham.
Entre toda a produção o que mais o diferencia do seu irmão são as experimentações com a técnica da cerâmica vidrada onde conseguiu notáveis resultados comparáveis aos dos irmãos DellaRobbia.
- Entre as peças mais conhecidas de temática mitològica temos A Beleza dominante a Bastante, encargo que realizou por Lord Stanley de Manchester (1881) e do que há vários exemplos em gesso ou em terra cota (1876) de diferentes medidas, fato que demonstra o interesse do artista ao o resolver acertadamente no mármore final. Posteriormente representou também a figura de Diana para coroar a fonte da cruïlla das ruas Grande Via com Roger de Llúria. apesar que já tinha apresentado um primeiro modelo da escultura na Quarta Exposição de Belas Artes de Barcelona o 1898 a obra em conjunto não foi inaugurada até o 1919, ano da sua morte, e por isto acabou sendo a sua última criação monumental.

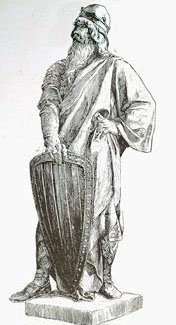
Desenho da obra Gifré os pilos

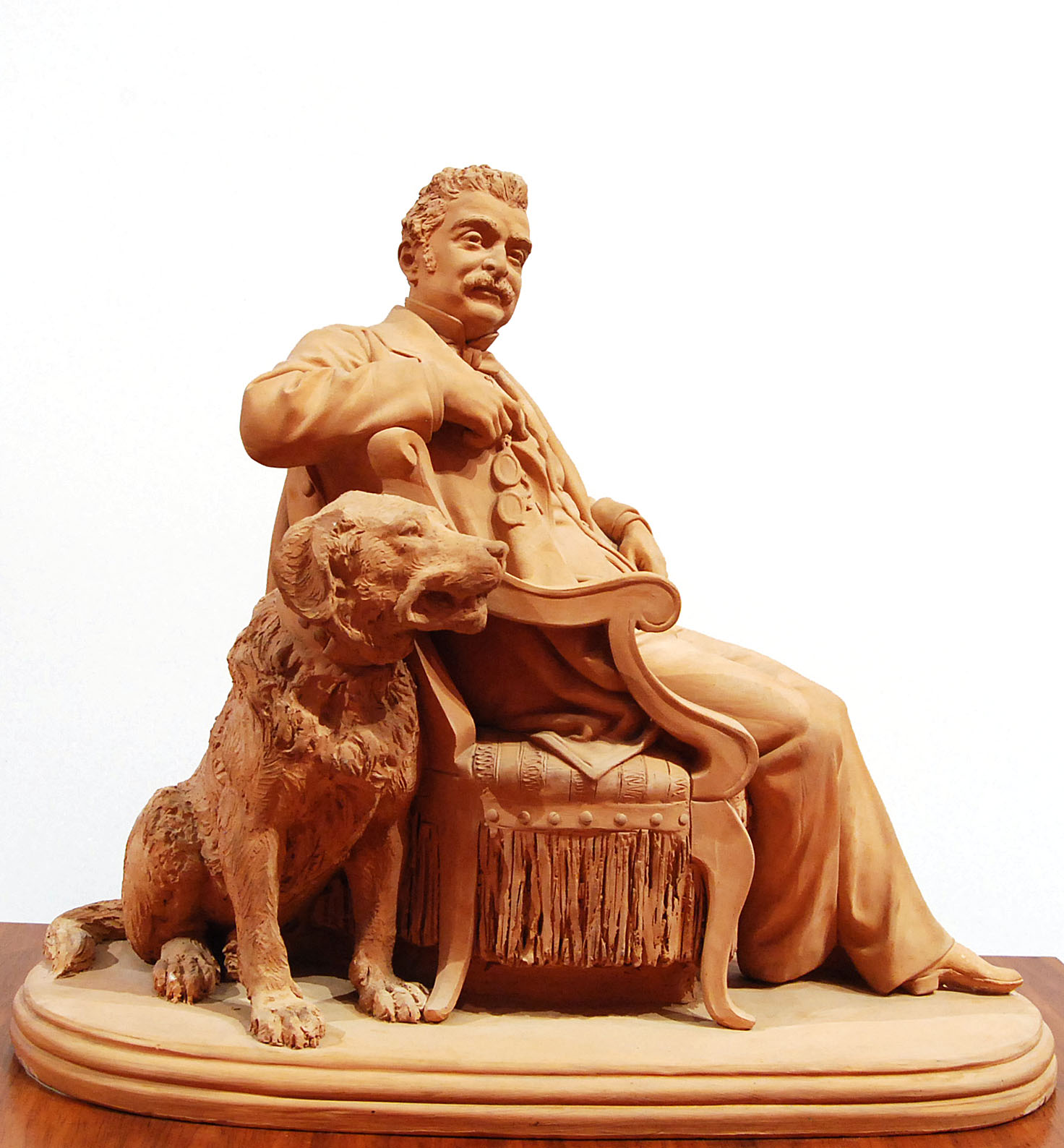
Retrato de Evarist Arnús

- O 1884 realizou por encargo do Consórcio Municipal de Barcelona uma estátua de bronze de Vifredo o Cabeludo destinada a fazer parte da decoração escultórica do Salão de São João; dela é destacável o acusado detalhe que se retomará em vários retratos. Entre eles é admirável o Retrato de uma menina, onde rompeu com a rigidez das atitudes habituais e adotou uma posição livre e informal que, acrescentada à terna expressão da criatura, a converte num delicioso expoente do retrato catalão. Também é destacável a espontaneidade e singeleza do retrato sedestre do financeiro Evarist Arnús expoente da capacidade para recolher o essencial da personalidade do modelo com meios reduzidos.[12] Dentro deste género existem obras de encargo oficial como é o caso do retrato sedestre de Maria Cristina, que nos apresenta o seu filho Alfons XII à sua saia. Há diferentes versões, mas a mais conhecida é o bronze que conserva o Museu Marítimo. Este tipo de retratos pede mais um estudo dos detalhes referentes à hierarquia que não ao estudo psicológico da personagem, já que interessa mais o símbolo que não o indivíduo.
- As contribuições na escultura religiosa são notáveis, já que juntamente com o seu irmão conseguiram o ressurgimento desta estatuaria. Neste ramo cultivam uma imagética de fatura realista, mas de conceção simbolista; Venanci consegue dar-nos uma pessoal e realista expressão da relação Mãe-Filho com a imagem de A Virgem e o menino, que tanto poderia ser para um oratório doméstico como para se incorporar a um retábulo, ou outras interpretações como A Trindade de terracota esmaltada[13]

Em 1912 Venanci foi homenageado como mestre de mestres num ato celebrado na Academia Provincial de Belas-Artes, ao mesmo tempo que a revista Mercurio dedicava o número de dezembro de 1913 à sua produção artística.
| Género escultòric         | Obra | Ano                                                          |
| ------------------------- | --- | ------------------------------------------------------------ |
| Costumista e historicista | Adam e Eva, A comédia, O desespero de Saül, Santo Jordi e o dragão, A beleza dominante a bastante, Menino jogando com um pássaro, Mulher e homem vestidos com pàmpols, Hernán Cortés, Lo Nunci, Noia asseguda, Mignon, Faune, Bust de mozart | 1863/1864/1867/1876/1876/1876/1878/1879/1881/1882/1884/1903. |
| Retrats                   | Pròsper de Bofarull, Bretón de los Herreros, J.Monasterio, De Anfruns,, Maria Cristina com Alfons XII, Evarist Arnús, | 1860/-/-/-/1889/-.                                           |
| Funerària                 | Três estátuas de marbre (cemitério de Réus), Piedade, Anjo do julgamento, Maria Anter | 1879/-/1882/1903                                             |
| Monumental                | A abundância, General Espartero, Marquès de Comillas, Jaume E, Vifredo o Cabeludo, Quarto mistério da dor e Segundo mistério do júbilo, Diana                                                                                                | 1860/1883/1884/1885/1886/1898/1913.                          |
| Aplicada à arquitectura   | O comércio e a indústria, elementos decoratius da fachada da Universidade e estátuas do vestíbul | 1884/-.                                                      |
| Religiosa                 | Santo Jordi, Santo Sebastià, O salvador do mundo, San rafael e Tobies, Verge da soledat, Nossa senhora da esperança, verge e menino, Piedade, Concepção, San Gervasi e Protasi, Beat Oriol, Piedade                                          | 1859/-/1859/1860/1871/1885/1889/1892/-/1903/1903.            |

Estas são algumas das peças que realizou durante a sua vida, mas há muitas outras. Atualmente encontramos obra de Venanci em vários museus como o MNAC Museu Nacional de Arte de Cataluña, o Museu Víctor Balaguer e o Museu Frederic Marès.

O escultor que recebeu mais diretamente a sua mestria foi o seu filho Agapit Vallmitjana e Abarca apesar que individualmente não foi tão prolífico como os seus parentes, dos que herdou um grande domínio da técnica e uma clara tendência para o realismo naturalista.